# هلن کلر

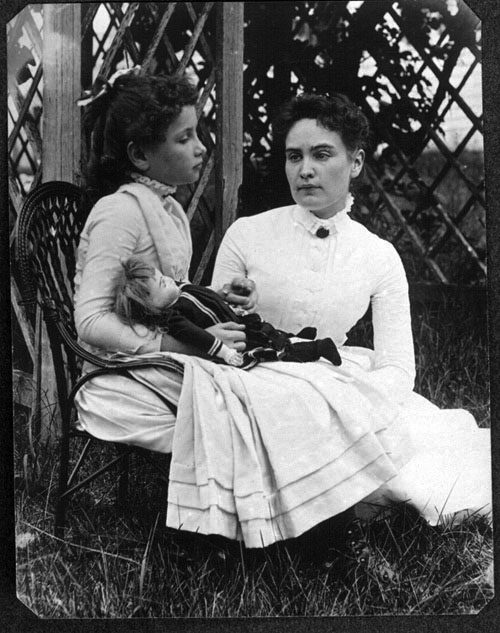
هلن کلر هشت ساله و معلمش آن سالیوان در بروستر، کیپ کود، ماساچوست، ۱۸۸۸

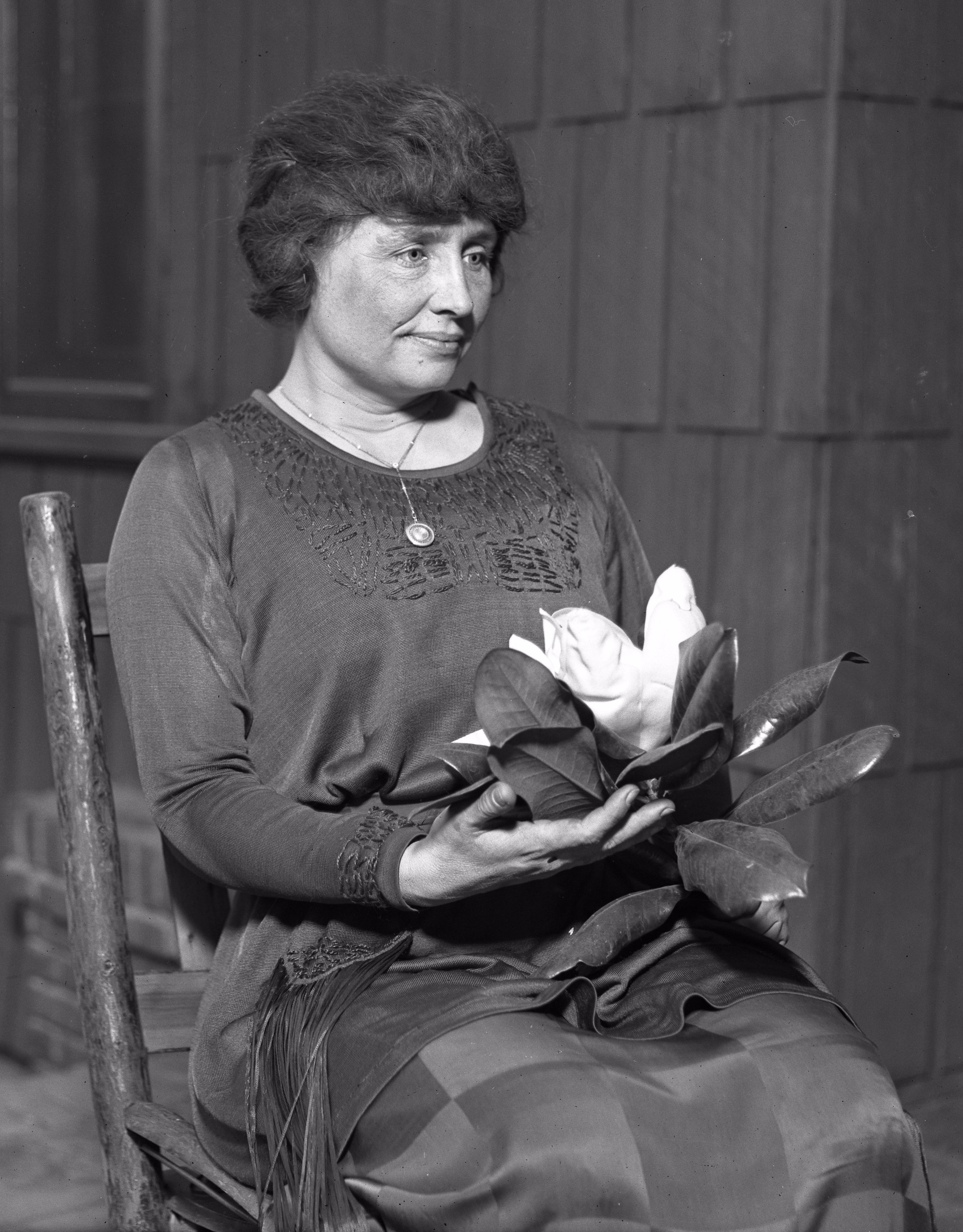
حدود ۱۹۲۰

هلن آدامز کِلِر (به انگلیسی: Helen Adams Keller) (زاده ۲۷ ژوئن، ۱۸۸۰، تاسکامبیا، آلاباما - درگذشته ۱ ژوئن، ۱۹۶۸، ایستن، کنتیکت) نویسنده نابینا و ناشنوا و فعال سوسیالیست آمریکایی بود.
هلن آدامز کلر نویسنده، مدافع حقوق افراد دارای معلولیت، فعال سیاسی و سخنران آمریکایی بود. او در وست توسکامبیا، ایالت آلاباما به دنیا آمد و در ۱۹ ماهگی، پس از یک دوره بیماری، بینایی و شنوایی خود را از دست داد. تا هفت‌سالگی، عمدتاً با استفاده از علائم ابتدایی خانگی با اطرافیان ارتباط برقرار می‌کرد تا اینکه با آن سالیوان، نخستین معلم و همراه همیشگی‌اش، آشنا شد. سالیوان به هلن زبان را آموخت، از جمله خواندن و نوشتن.
هلن پس از تحصیل در مدارس ویژه و معمولی، وارد کالج رادکلیف از دانشگاه هاروارد شد و به نخستین فرد نابینا-ناشنوا در ایالات متحده تبدیل شد که موفق به دریافت مدرک کارشناسی هنر شد.
هلن کلر نویسنده‌ای پرکار بود و ۱۴ کتاب و صدها سخنرانی و مقاله دربارهٔ موضوعاتی متنوع – از حیوانات گرفته تا مهاتما گاندی – نوشت. او برای حقوق افراد دارای معلولیت، حق رأی زنان، حقوق کارگران، و صلح جهانی فعالیت می‌کرد. در سال ۱۹۰۹ به حزب سوسیالیست آمریکا پیوست و یکی از اعضای مؤسس اتحادیه آزادی‌های مدنی آمریکا (ACLU) بود.
زندگی‌نامه او با عنوان داستان زندگی من (The Story of My Life) در سال ۱۹۰۳ منتشر شد و تجربه‌های او با آن سالیوان را برای عموم آشکار کرد. این اثر بعدها توسط ویلیام گیبسون به نمایشنامه‌ای تبدیل شد و سپس فیلمی با نام کارگر معجزه (The Miracle Worker) از روی آن ساخته شد. محل تولد هلن کلر به‌عنوان میراث ملی تاریخی ثبت و حفظ شده و از سال ۱۹۵۴ به‌عنوان خانه‌موزه فعالیت می‌کند. این موزه هرساله مراسمی با عنوان روز هلن کلر برگزار می‌نماید.

## زندگی

### کودکی
هلن کلر در ۲۷ ژوئنِ ۱۸۸۰ در تاسکامبیا، در ایالتِ آلاباما، متولّد شد. او، هنگامی که ۱۸ ماه بیشتر از زندگیش نمی‌گذشت، در اثر ابتلا به مننژیت، بینایی و شنواییِ خود را از دست داد و ارتباطش با دنیای بیرون قطع شد. هنگامی که کلر شش سال داشت، او را به الکساندر گراهام بل نشان دادند و گراهام بل پس از معاینه، یک معلم ۲۰ ساله به نام آن سالیوان (میسی) را که در مؤسسهٔ آموزش نابینایان پرکینز در بوستون فعالیت می‌کرد، برای آموزش او فرستاد. چنان‌که کلر بعدها دربارهٔ خود می‌نویسد، زندگی واقعی او در یک روز از ماه مارس سال ۱۸۸۷ وقتی که تقریباً ۷ ساله بود، با ورود معلمش به زندگی او آغاز شد. او از این روز به عنوان مهم‌ترین روزی که در زندگی به خاطر دارد، یاد می‌کند. سالیوان معلمی سخت کوش و فوق‌العاده بود که از مارس ۱۸۸۷ تا پایان عمر خود در اکتبر ۱۹۳۶، در کنار کلر ماند.
سالیوان با فشار دادن علاماتی توسط انگشتان خود، به عنوان حروف، بر کف دست هلن با او ارتباط برقرار می‌کرد و از این راه برای آموزش کلمات به او استفاده می‌نمود. در عرض چند ماه کلر فرا گرفت که چگونه اشیایی را که لمس می‌کند، به آن حروف ربط دهد و آن‌ها را هجی کند. او همچنین، موفق شد تا به وسیله لمس کارتهایی که حروف برجسته بر آن‌ها نوشته شده بود، جمله‌هایی را بخواند و با کنار هم چیدن حروف در یک لوح، خود جمله بسازد. بین سال‌های ۱۸۸۸ و ۱۸۹۰، کلر زمستان‌ها را در مؤسسه پرکینز، برای آموزش خط بریل گذراند، سپس زیر نظر «سارا فولر» در بوستون، برای آموختن صحبت کردن، دوره‌ای آموزشی و تدریجی را آغاز کرد. او همچنین لب‌خوانی از طریق لمس دهان و گلوی شخص صحبت‌کننده را فرا گرفت.

### تحصیلات
هلن حتی وقتی که دخترک کوچکی بود بسیار مشتاق ورود به دانشگاه بود. در سن ۱۴ سالگی، وی در یک مدرسه ناشنوایان در نیویورک ثبت نام کرد و در ۱۶ سالگی به «مدرسه کمبریج بانوان جوان» در ماساچوست راه یافت. کلر در سال ۱۹۰۰ توسط کالج رادکلیف پذیرفته شد و ۴ سال پس از آن، به کمک آنی سالیوان معلم خود، که سخنرانی‌ها را در کف دست او می‌نوشت، از آنجا فارغ‌التحصیل شد. در این مدت او توانست با فشار دادن انگشت بر گلوی آنی و تقلید ارتعاشات صوتی او صحبت کردن را بیاموزد؛ بنابراین او اولین فرد نابینا- ناشنوایی بود که از دانشگاه فارغ‌التحصیل شد.

### نویسندگی
هلن کلر از زمانی که در دانشگاه «رادکلیف» دانشجو بود، نگارش را آغاز کرد و این حرفه را ۵۰ سال ادامه داد. علاوه بر «زندگی من»، ۱۱ کتاب و مقالات بیشماری در زمینه نابینایی، ناشنوایی، مسائل اجتماعی و حقوق زنان به رشته تحریر درآورده است.

### فعالیت‌های اجتماعی و سال‌های پایانی
هلن کلر هرگز نیاز نابینایان و ناشنوایان دیگر را از نظر دور نمی‌کرد. او از دوستان دکتر «پیتر سالمون»، مدیر اجرایی خدمات هلن کلر برای نابینایان بود و او را در تأسیس مرکزی یاری نمود که به عنوان مرکز ملی هلن کلر برای جوانان و بزرگسالان نابینا- ناشنوا نام گرفت.
هلن کلر عضو حزب سوسیالیست آمریکا بود و در چندین انتخابات پیاپی از نامزدی یوجین دبس، چهرهٔ معروف کمونیست و سوسیالیست، حمایت می‌کرد. او در زمینهٔ حقوق زنان نیز فعال بود و از کنترل بارداری ناخواسته و حق رأی برای زنان حمایت می‌کرد. او در ضمن عضو اتحادیهٔ کارگری چپ «کارگران صنعتی جهان» بود و در مطلبی به نام چرا به کارگران صنعتی جهان پیوستم؟ توضیح می‌دهد که چطور تحت تأثیر اعتصاب لارنس به عضویت این اتحادیه درآمده.
هلن کلر از طرفداران انقلاب روسیه بود و در مطالبی چون به روسیهٔ شوروی کمک کنید و روح لنین به این قضیه می‌پردازد.
در سال ۱۹۳۶، هلن کلر به «ایستن، کنتیکت» رفت و تا پایان عمر در آن‌جا ساکن بود. او در ۱ ژوئن ۱۹۶۸ در سن ۸۷ سالگی درگذشت.

## سگهایی از نژاد آکیتا
در ماه ژوئیه سال ۱۹۳۷، هلن کلر به استان آکیتای ژاپن سفر کرد. در آن زمان او در مورد سگ مشهوری به نام هاچیکو که از نژاد آکیتا می‌باشد و اسطوره وفاداری در ژاپن شناخته می‌شود پرس و جو کرد. این سگ دو سال پیش از سفر هلن کلر به ژاپن یعنی در سال ۱۹۳۵ مُرده بود.
به درخواست هلن کلر، فردی ژاپنی، سگی از نژاد آکیتا را در اختیار او گذاشت. این سگ «کامی‌کازه - گو» نام داشت. پس از آنکه «کامی‌کازه - گو» به دلیل بیماری هاری مرد، در ژوئیه سال ۱۹۳۸ برادرش که «کنزان-گو» نام داشت به عنوان یک هدیه رسمی از سوی دولت ژاپن به هلن کلر تقدیم شد. هلن کلر سگهای نژاد آکیتا را به وسیله این دو سگ به ایالات متحده آمریکا معرفی کرد.
هلن کلر در مجلهٔ آکیتا چنین می‌نویسد:
اگر فرشته‌ای در پوست و خز وجود داشته باشد، آن کامی کازه بود. می‌دانم، هیچگاه چنین احساسی را به هیچ حیوان خانگی دیگری نخواهم داشت. سگ آکیتا تمام ویژگی‌هایی که مرا جذب کند داشت. او همدمی مهربان و قابل اعتماد بود.

## نگارخانه

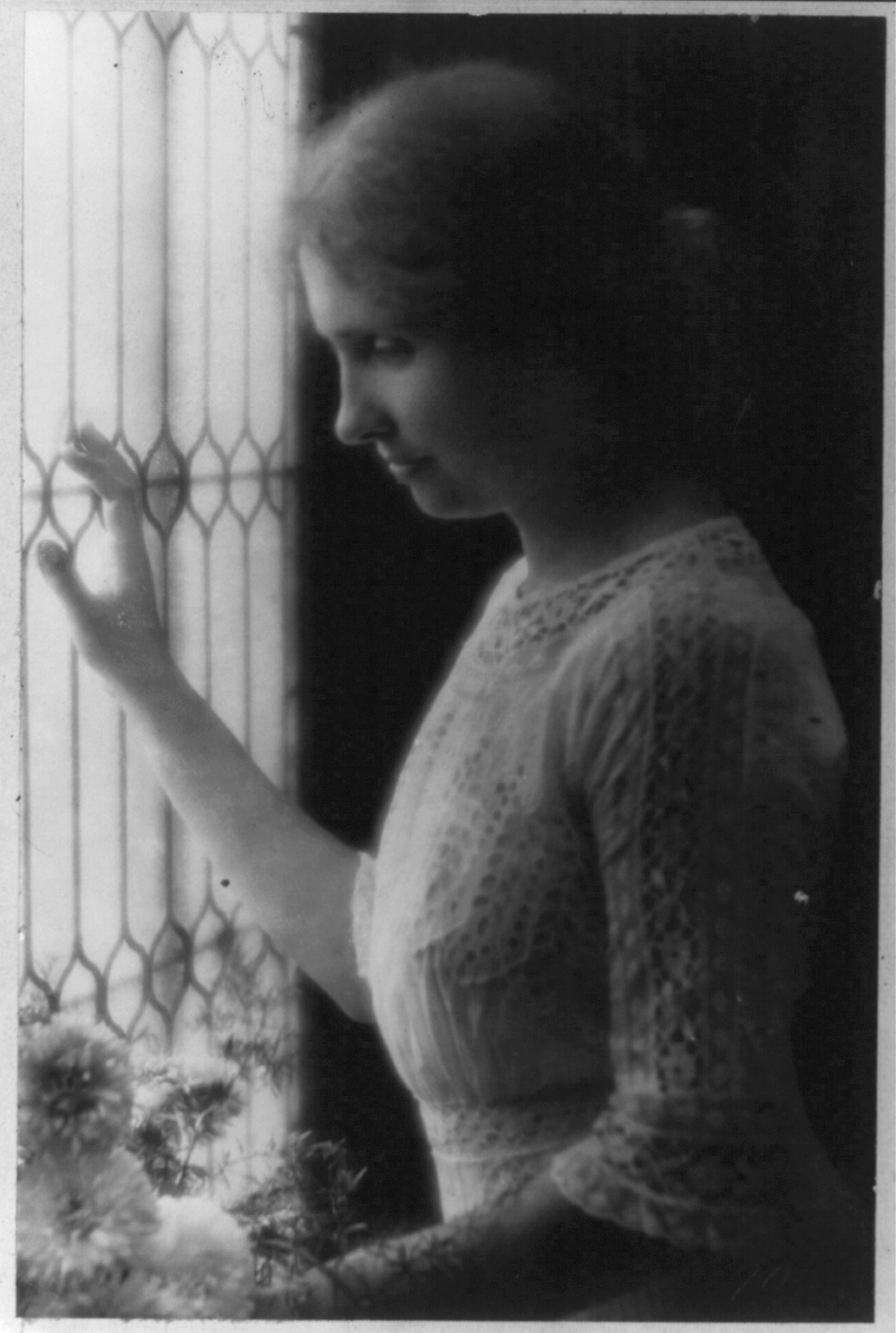
هلن کلر - سال ۱۹۲۰
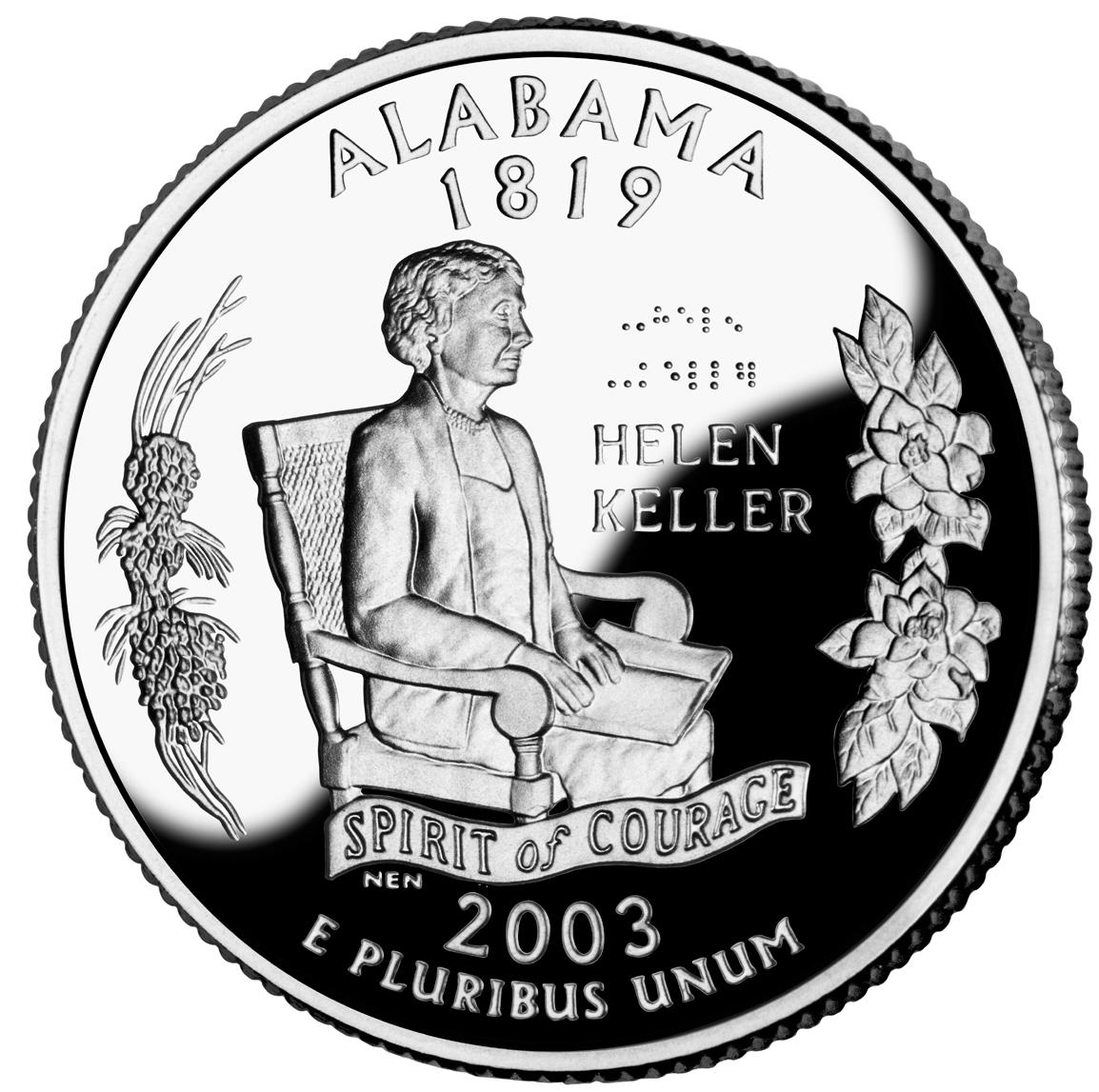
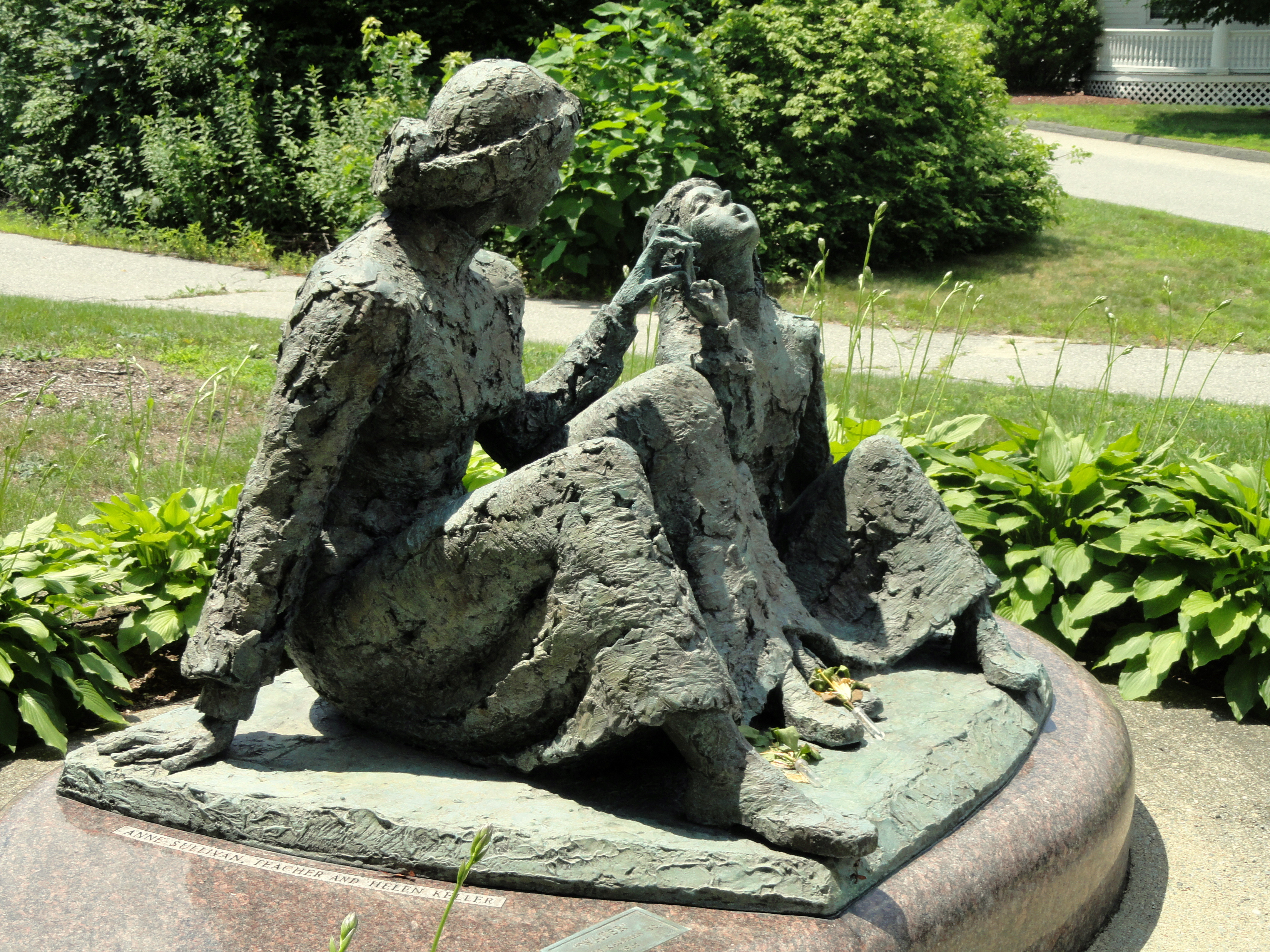
به مناسبت یادبود هلن کلر و آن سالیوان
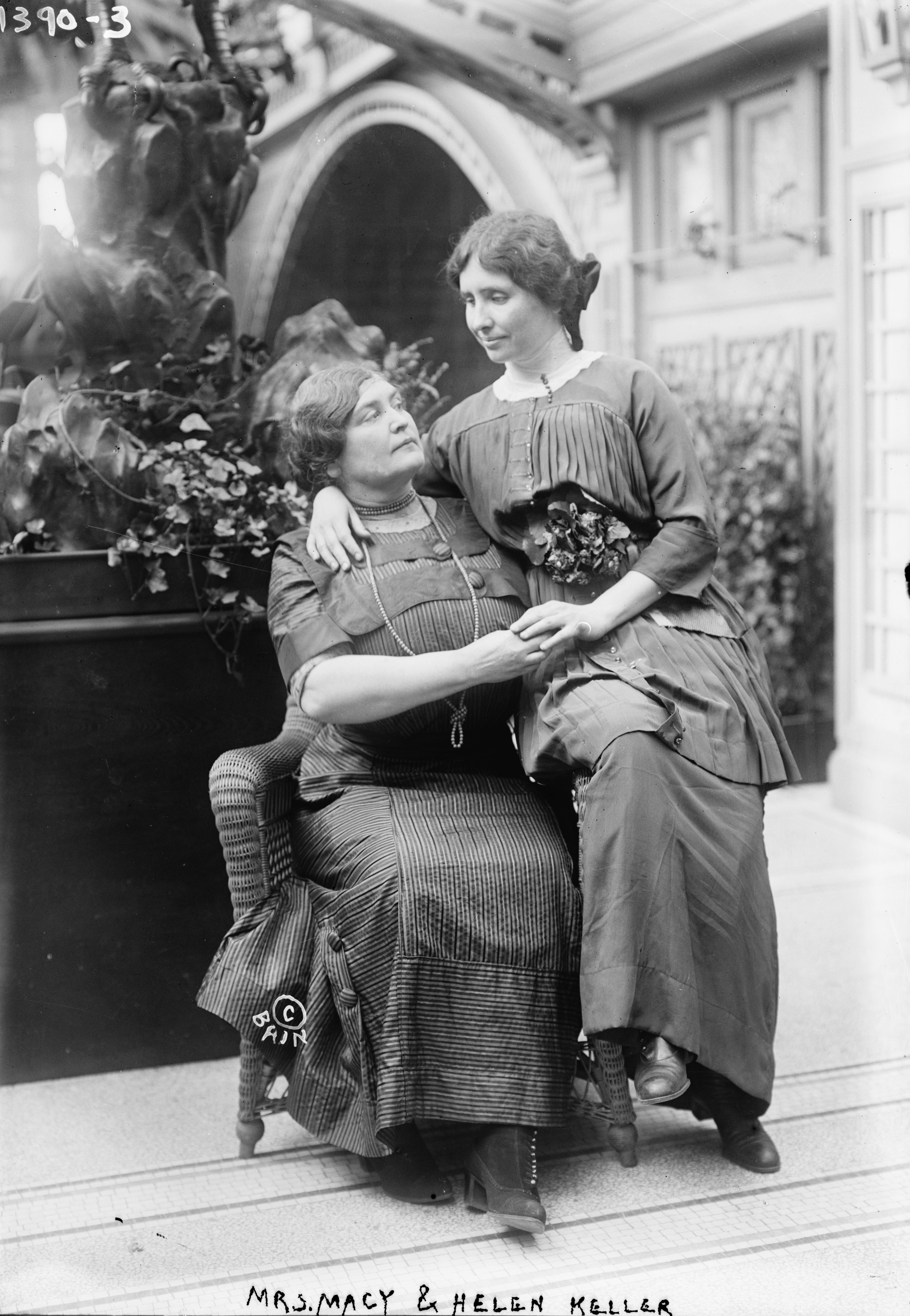
هلن کلر و آن سالیوان